# پل جهان‌آباد فامنین
پل جهان‌آباد فامنین مربوط به دوره صفوی بوده و در شهرستان فامنین، ۶ کیلومتری جنوب فامنین واقع شده است.  این اثر در تاریخ ۹ فروردین ۱۳۷۸ با شمارهٔ ثبت ۲۲۸۷ به‌عنوان یکی از آثار ملی ایران به ثبت رسیده است.